# Drehzahlmesser

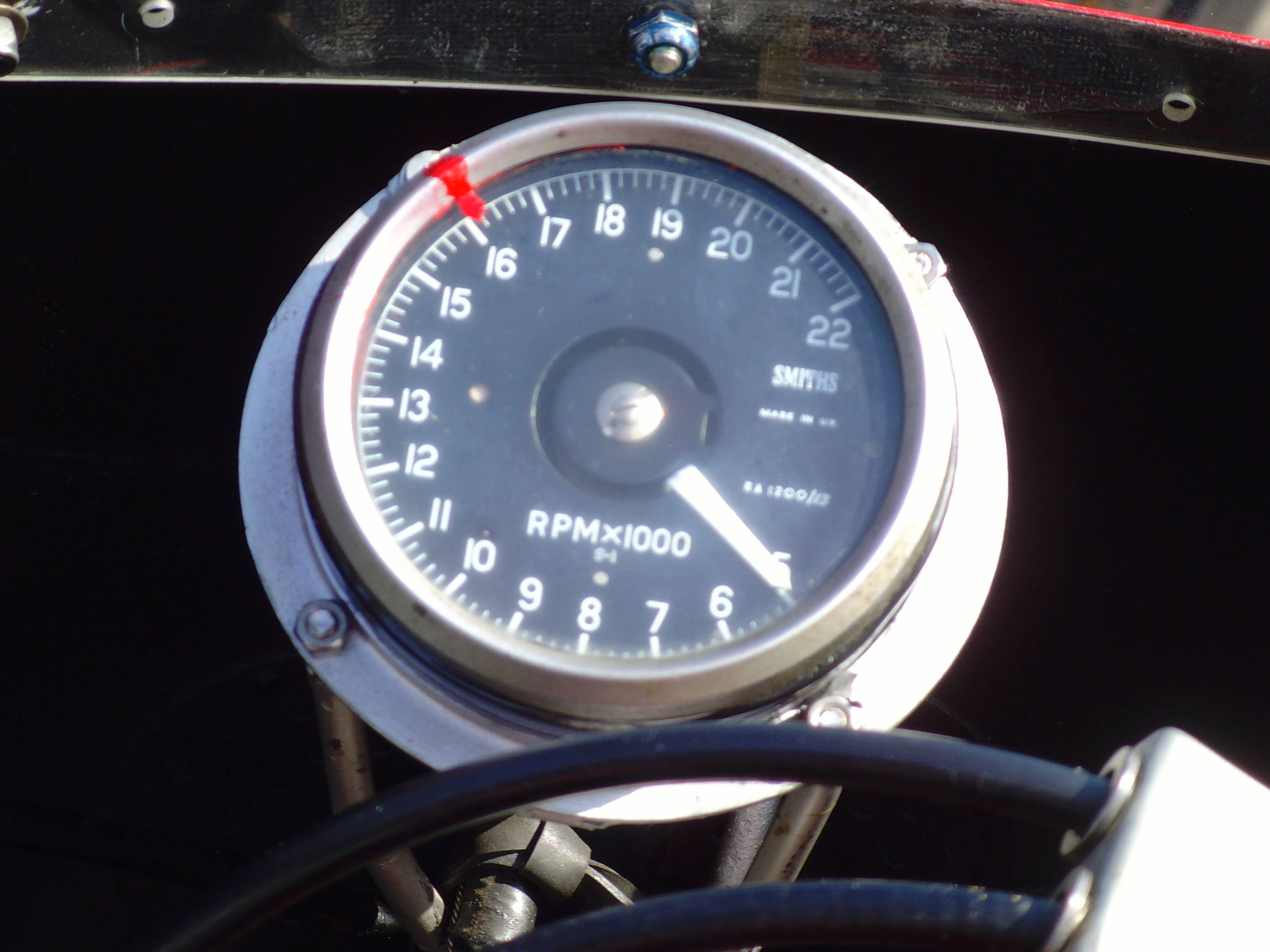
Drehzahlmesser einer MV Agusta 350 Sei (Sechszylinder)

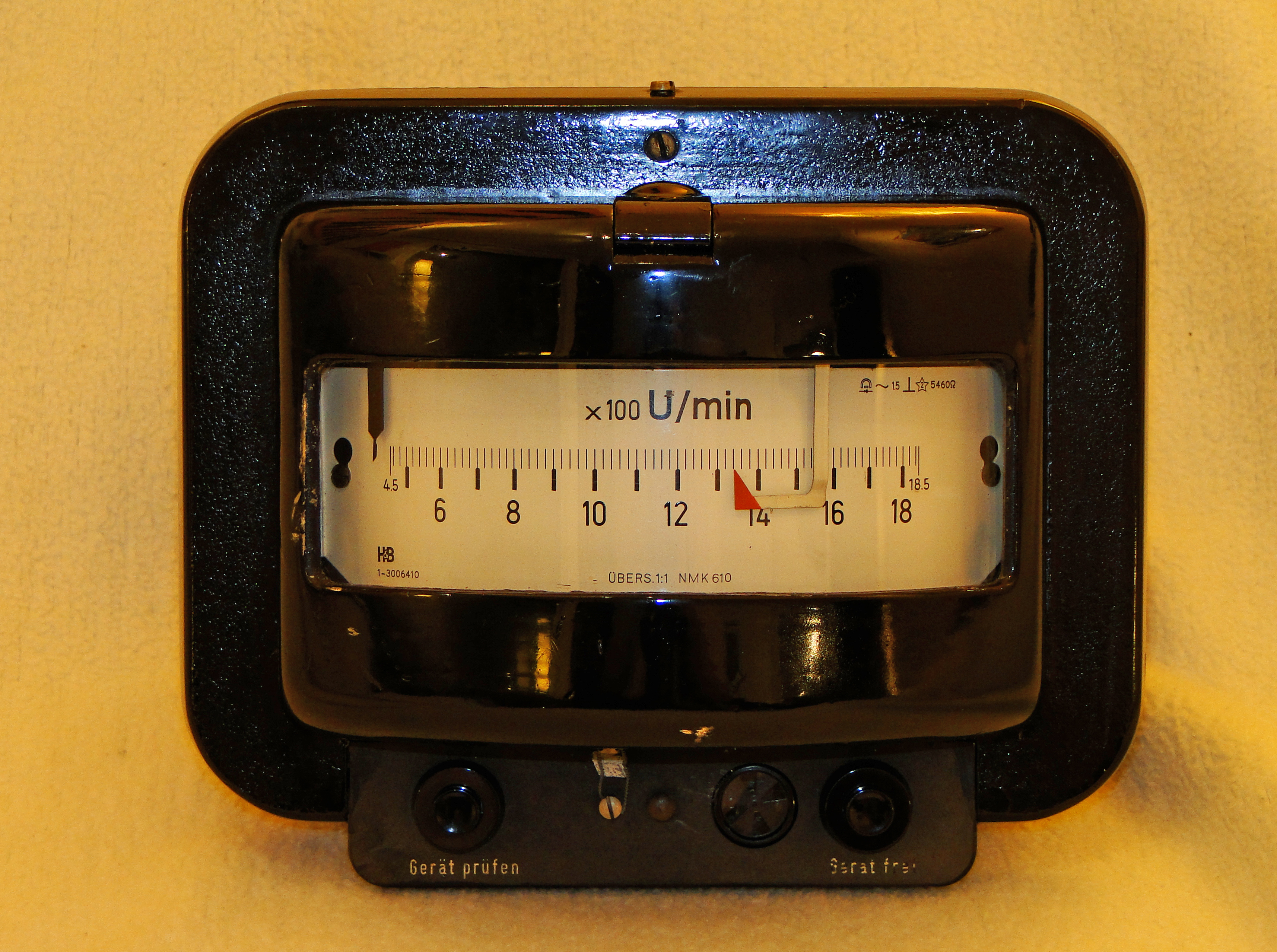
Drehzahlmesser einer Diesellokomotive

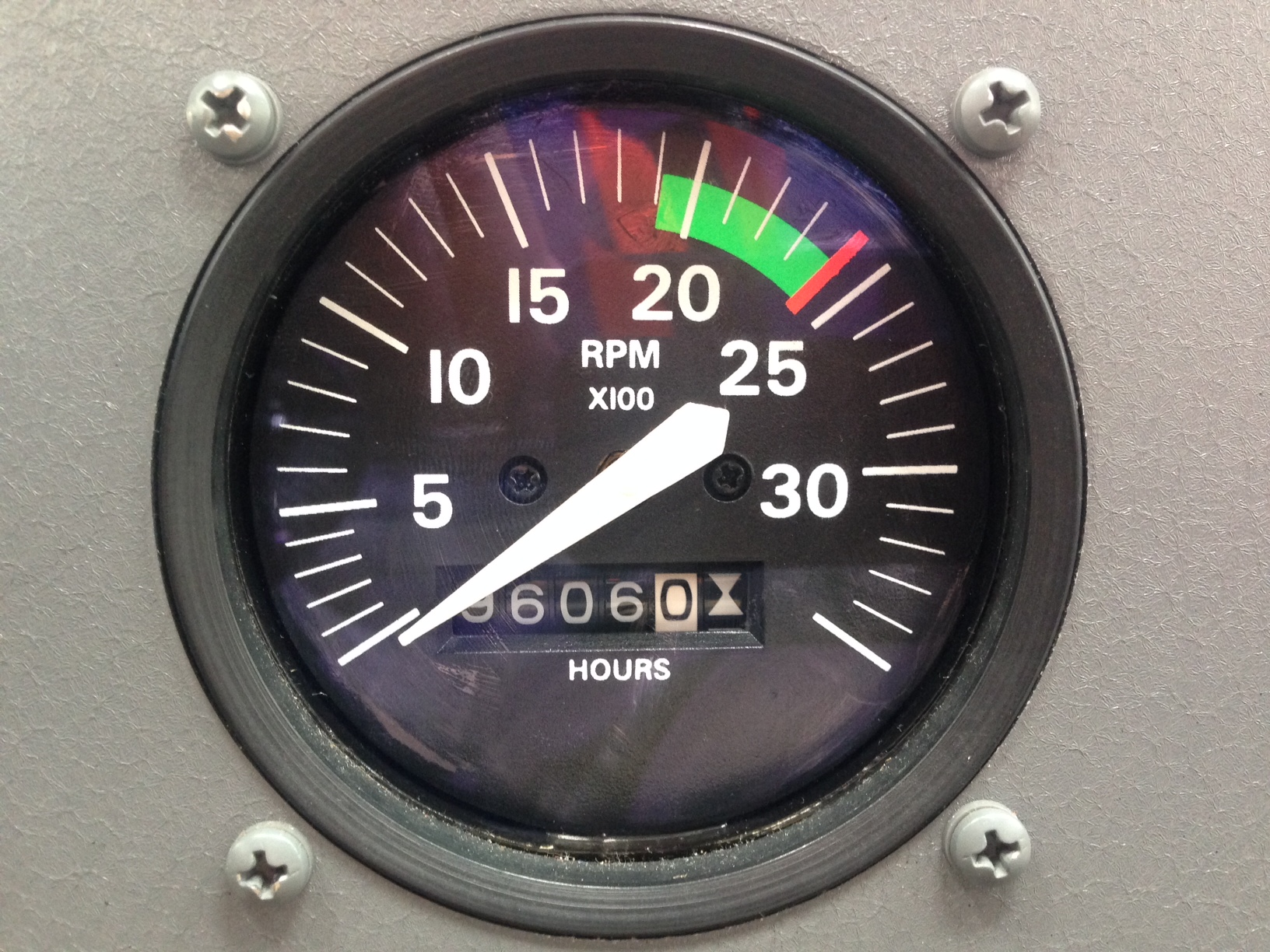
Drehzahlmesser in einem Leichtflugzeug

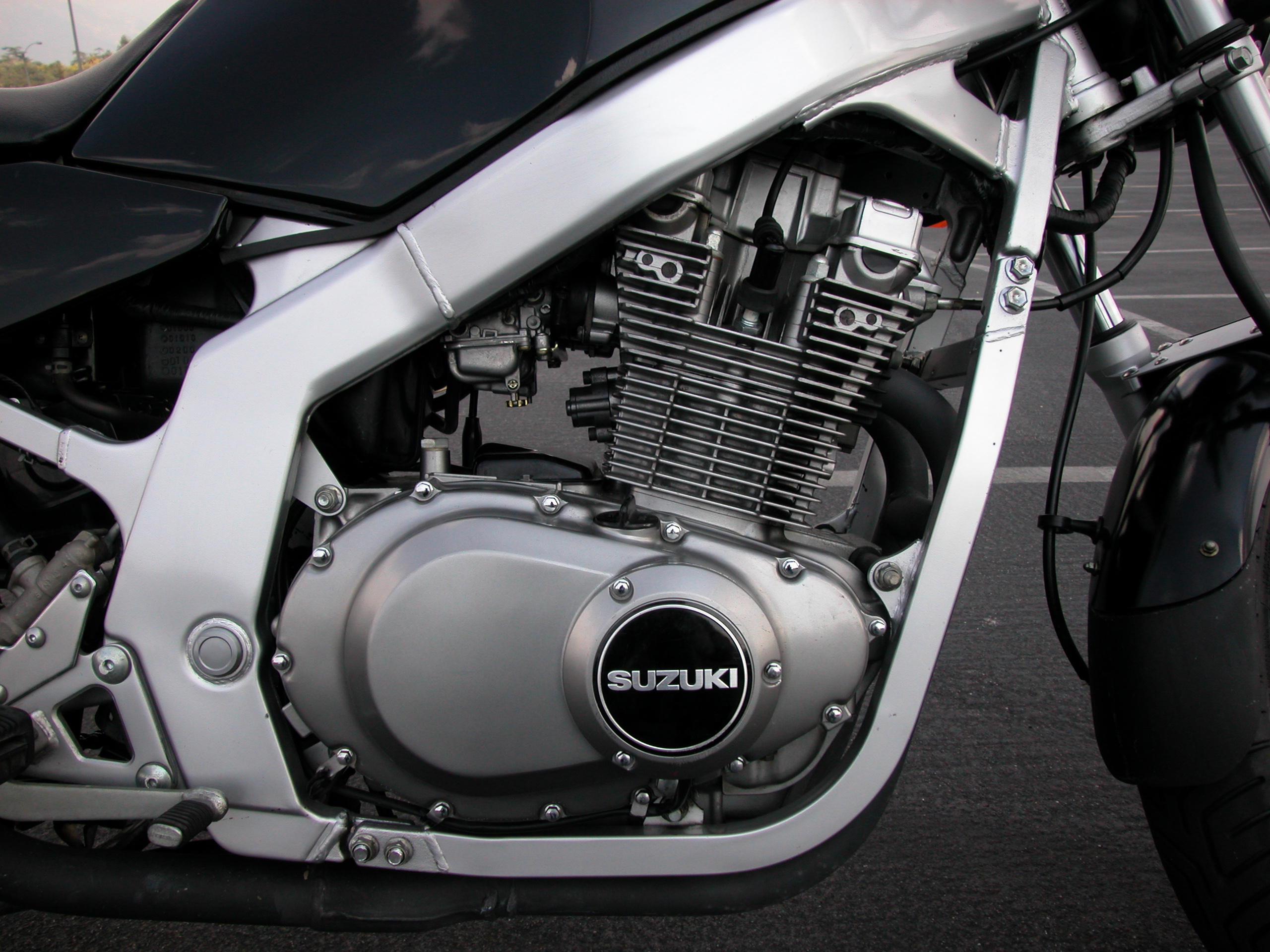
Welle eines Drehzahlmessers an einem Motorrad

Ein Drehzahlmesser, auch Tourenzähler genannt, ist ein Messgerät, das die Drehzahl einer Welle misst und anzeigt. 
Drehzahlmesser gibt es in den verschiedensten Ausführungen, z. B. mechanisch oder elektrisch, als Einbau- oder Handgerät. Früher wurden Gyrometer verwendet. Die verschiedenen Messprinzipien sind bei Drehzahlmessung erklärt.

## Verwendung
Im Maschinen- und Fahrzeugbau werden Drehzahlmesser verwendet, um den Lauf bzw. die Drehzahl von Maschinen und Motoren zu überwachen und in einem schadensfreien, wirtschaftlich optimalen oder einem speziell erforderlichen Betriebsbereich zu halten. Dazu sind sie oft mit Markierungen versehen, die den Bereich anzeigen, in dem der Betrieb unbedenklich oder aber schadensträchtig sein kann.

## Ausführungen
Bei Viertaktmotoren war früher der Antrieb des Drehzahlmessers durch die Nockenwelle üblich, die mit halber Drehzahl der Kurbelwelle läuft. Frühe elektronische Drehzahlmesser, die auch zur Nachrüstung geeignet waren, ermittelten die Drehzahl aus der Frequenz an der Zuleitung des Unterbrecherkontakts mit einem Frequenz-Spannungs-Wandler (Monoflop und Spannungsmessgerät). 
Mit der Ablösung von Unterbrecherkontakten und rein mechanischen Motorsteuerungen durch Transistorzündungen und elektronische Steuergeräte wurde die elektronische Erfassung der Drehzahl zur Grundlage der Motorfunktion, mittels Hall-Sensoren berührungsfrei verwirklicht, und auch für Drehzahlmesser zur Verfügung gestellt. 
An Fahrzeugen werden vielfach Bauteile mit Drehzahlmesserfunktion verwendet, die – beispielsweise durch Messung der Raddrehzahl und eine angepasste Skala – indirekt die Geschwindigkeitsanzeige und -überwachung ermöglichen. 

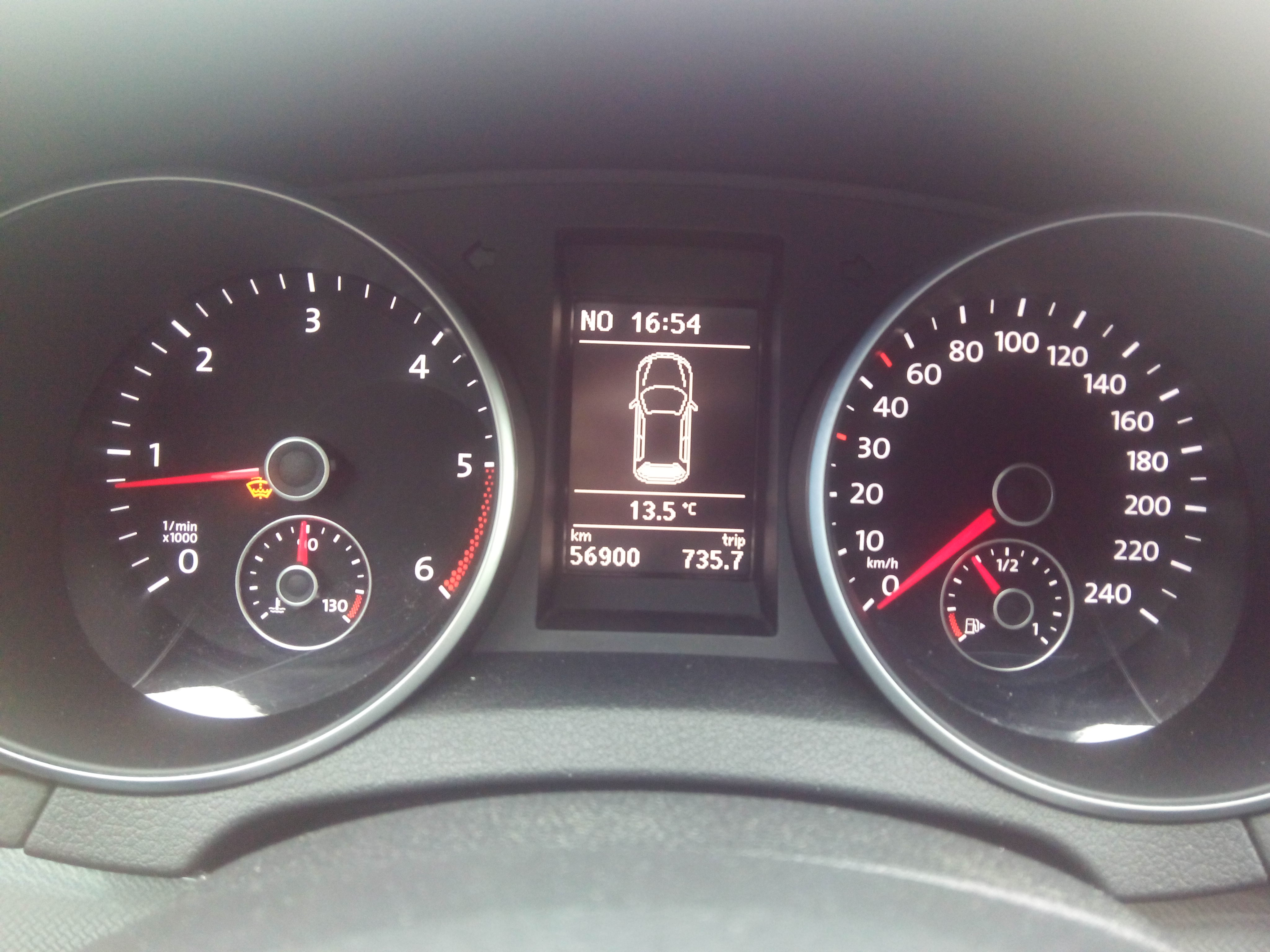
Klassische Anordnung in einem VW Golf VI
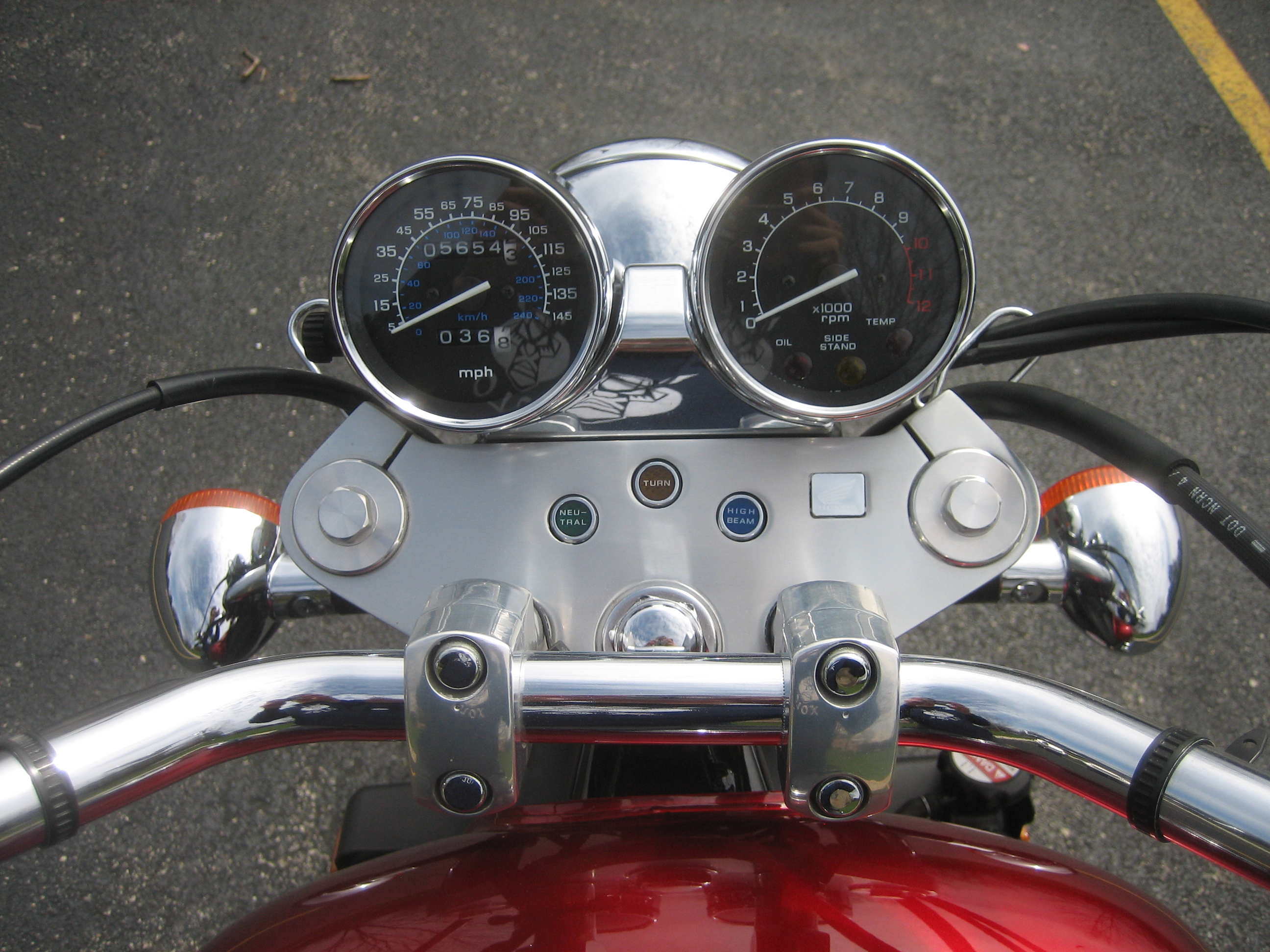
Typische paarweise Anordnung von Tachometer und Drehzahlmesser.
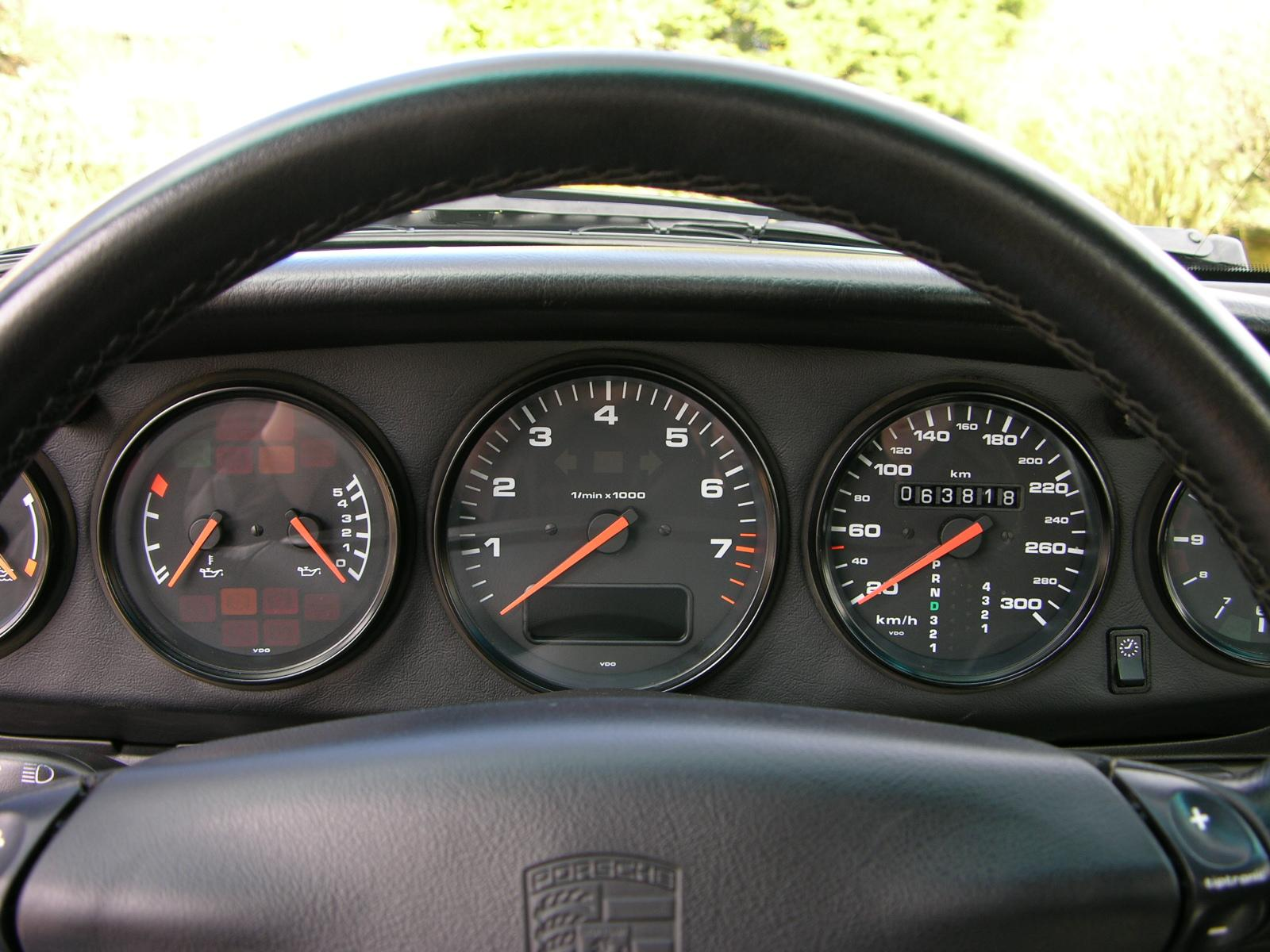
Drehzahlmesser in der Mitte, die traditionelle Anordnung von Porsche.
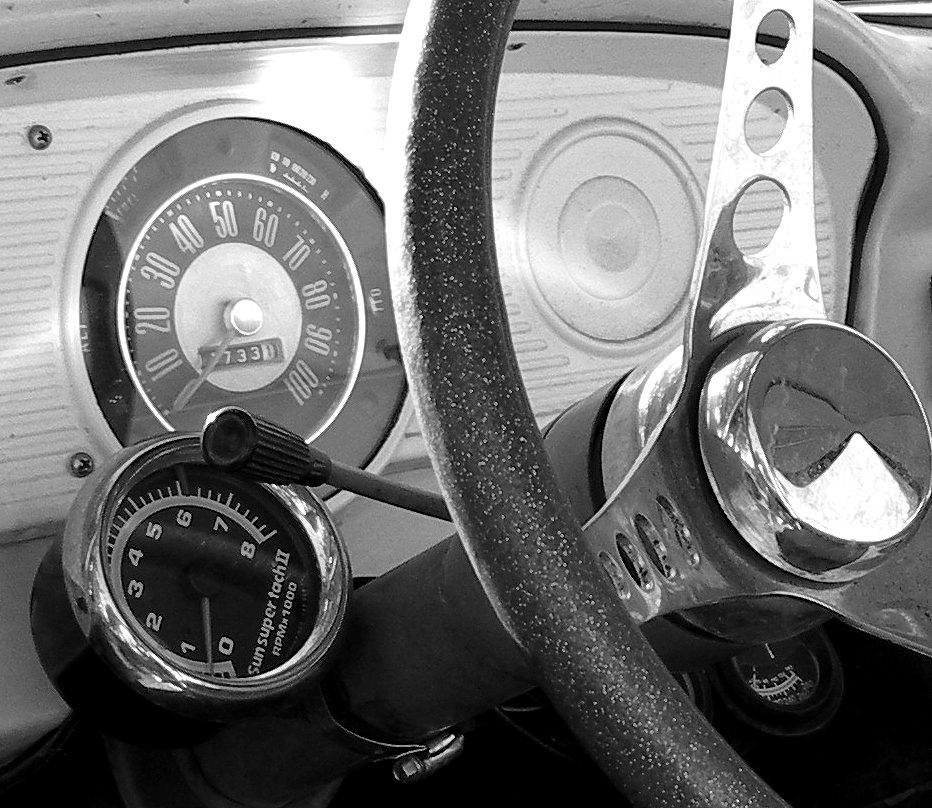
Nachgerüsteter Drehzahlmesser.
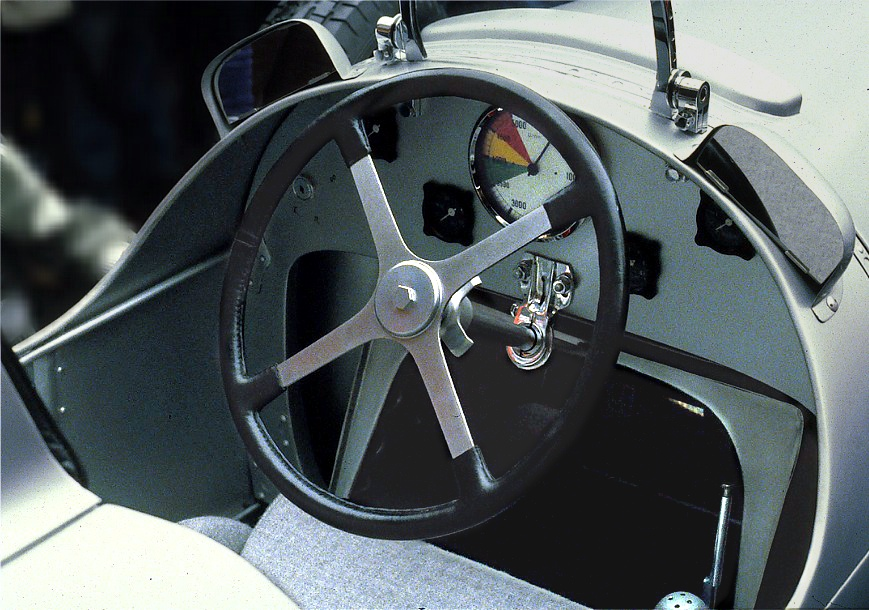
Grüner Bereich auf dem Drehzahlmesser eines historischen Rennwagens
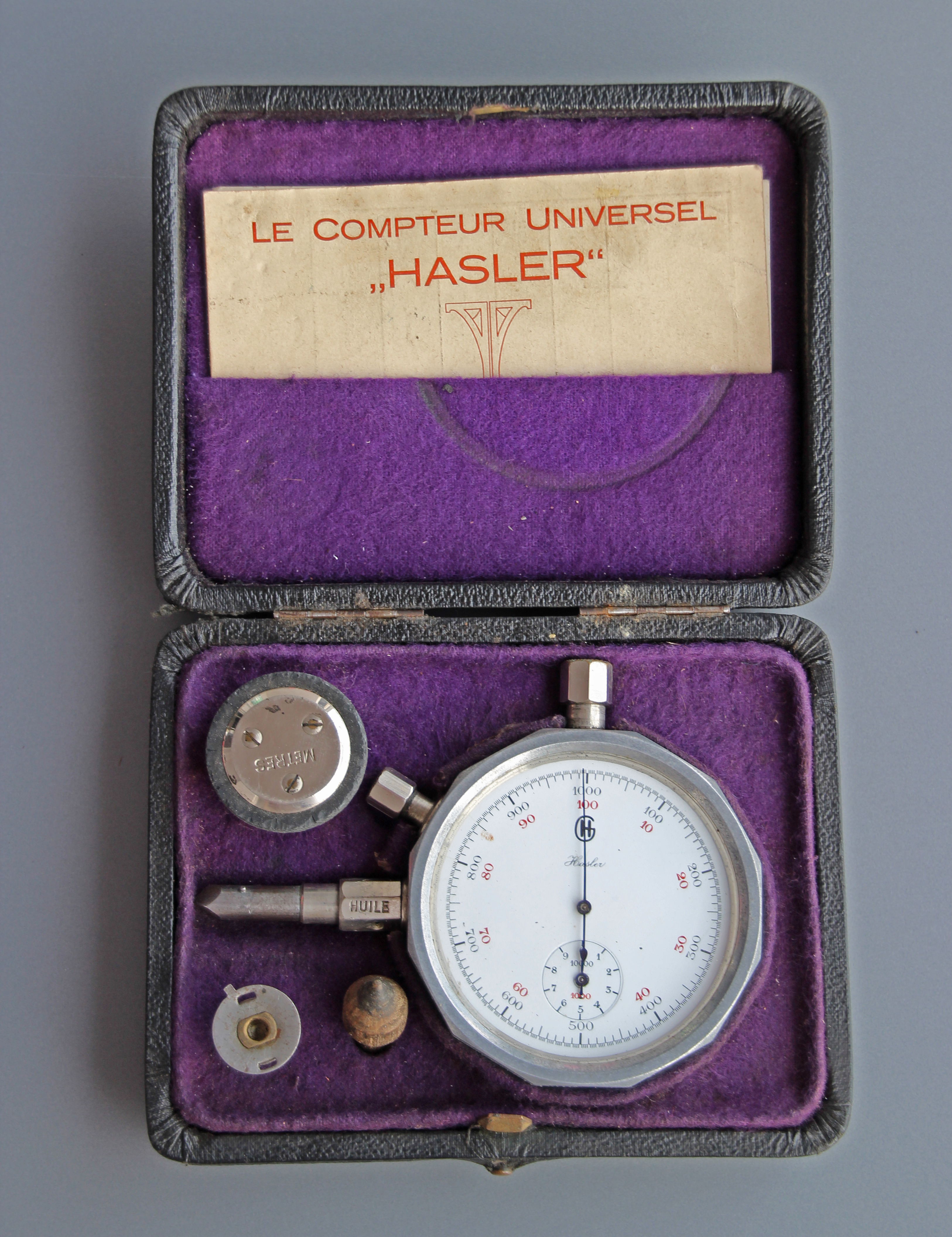
Drehzahlmesser als Werkzeug